# Zamach stanu w Nigrze (2010)
Zamach stanu w Nigrze w 2010 – zamach stanu przeprowadzony 18 lutego 2010 roku przez nigerskie wojsko przeciw prezydentowi Mamadou Tandji. Jego wynikiem było obalenie prezydenta i przejęcie władzy przez juntę wojskową, Radę Najwyższą na rzecz Przywrócenia Demokracji (CSRD), na czele z mjr. Salou Djibo.
Społeczeństwo i opozycja z aprobatą przyjęły zmianę rządów, organizując manifestacje poparcia dla armii i apelując o uchwalenie nowej konstytucji oraz organizację wolnych wyborów, natomiast społeczność międzynarodowa potępiła przewrót wojskowy i wezwała do szybkiego powrotu do rządów demokratycznych. Nowe władze, w czasie rozmów z międzynarodowymi wysłannikami, zadeklarowały wolę przywrócenia porządku demokratycznego w czasie okresu przejściowego. W kwietniu 2010 roku ustalony został roczny plan powrotu do rządów cywilnych, zmodyfikowany później przez powołaną niezależną komisję wyborczą. Zakładał on organizację referendum konstytucyjnego w roku 2010 oraz wyborów parlamentarnych i prezydenckich w 2011. Przebieg referendum, jak i całego procesu wyborczego został pochwalony przez międzynarodowych obserwatorów.
Władze wojskowe podjęły działania mające na celu rozliczenie członków dawnej administracji, powołując w tym celu specjalną komisję. Część byłych urzędników i ministrów zostało zatrzymanych pod zarzutem korupcji lub defraudacji funduszy państwowych i zmuszonych do ich zwrotu. Obalony prezydent Tandja znalazł się początkowo w areszcie domowym, po czym oskarżony o defraudację został w styczniu 2011 umieszczony w zakładzie karnym. Ostatecznie w maju 2011 wycofano z powodów formalnych wszelkie zarzuty wobec jego osoby i wypuszczono na wolność.
Prawie 14-miesięczne rządy junty wojskowej zakończyły się 7 kwietnia 2011 roku, gdy na urząd prezydenta zaprzysiężony został zwycięzca wyborów, Mahamadou Issoufou, wieloletni lider opozycji.

## Geneza wydarzeń
Niger od maja 2009 pozostawał w trwałym kryzysie politycznym, po tym jak prezydent Mamadou Tandja rozpoczął działania na rzecz zmiany konstytucji i przedłużenia swoich rządów. Druga kadencja Tandji dobiegała końca w grudniu 2009 i zgodnie z prawem nie mógł się on ubiegać o reelekcję. W tej sytuacji wystąpił z planem wprowadzenia na drodze referendum poprawek do konstytucji, które przedłużałyby jego drugą kadencję o dodatkowe trzy lata oraz znosiłyby całkowicie limit kadencji głowy państwa. Zamierzeniom prezydenta sprzeciwił się parlament i Sąd Konstytucyjny, który uznał organizację referendum za niezgodną z prawem. Prezydent rozwiązał wówczas obie instytucje oraz rząd, po czym podjął decyzję o organizacji referendum w sierpniu 2009. W jego wyniku postulowane przez prezydenta zmiany zostały wprowadzone do konstytucji. Zaplanowane na grudzień wybory prezydenckie zostały anulowane.
Działanie prezydenta spotkało się z krytyką ze strony społeczeństwa i opozycji. Przez kraj przelała się fala protestów społecznych. Zmianę konstytucji potępiła również społeczność międzynarodowa. Regionalna organizacja ECOWAS zawiesiła Niger w członkostwie, a Unia Europejska i Stany Zjednoczone wstrzymały swoją pomoc gospodarczą. W grudniu 2009 mediacji w kryzysie podjął się z ramienia ECOWAS Abdulsalami Abubakar. Rozmowy władz z opozycją nie przyniosły jednak rozwiązania i zostały zawieszone w lutym 2010. Kilka dni później w Niamey doszło do masowych protestów antyrządowych, obwiniających prezydenta o załamanie się negocjacji. Porażka rozmów negocjacyjnych doprowadziła do wzrostu napięcia i przyczyniła się do wybuchu zamachu stanu. W konsekwencji prezydent przedłużył swoje rządy nie o trzy lata, lecz o niespełna dwa miesiące.
Niger, państwo posiadające 1/3 światowych zasobów uranu, w czasie swojej historii kilkakrotnie doświadczał przewrotów wojskowych. W 1974 armia odsunęła od władzy pierwszego prezydenta kraju Hamani Dioriego. Kolejne zamachy stanu miały miejsce w 1996 oraz w 1999. W czasie tego ostatniego zabity został prezydent Ibrahim Baré Maïnassara, który sam doszedł do władzy na drodze wcześniejszego przewrotu. Ówczesna junta doprowadziła jednak do wolnych wyborów pod koniec 1999, w wyniku których prezydentem wybrany został Mamadou Tandja.

## Przebieg zamachu i reakcja społeczeństwa

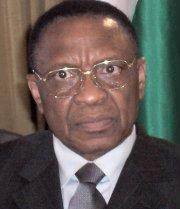
Obalony w czasie zamachu prezydent Mamadou Tandja

W czwartek 18 lutego 2010, około południa, zbuntowane oddziały wojska pod dowództwem pułkownika Adamou Harouny zaatakowały pałac prezydencki w Niamey. Zamachowcy przybyli od strony koszar wojskowych w Tondibia, około 12 km na zachód od stolicy. Wjechali na teren kompleksu prezydenckiego opancerzonymi pojazdami i rozpoczęli ostrzał budynku. Po około półgodzinnej walce przełamali opór Gwardii Prezydenckiej i zatrzymali prezydenta Mamadou Tandję w czasie posiedzenia rządu. Atak na zadrzewioną dzielnicę rządową odbył się w godzinach południowego lunchu, kiedy miejsce to było opuszczone przez większość pracowników. Na ulicach stolicy pojawiły się w tym czasie pojazdy wojskowe oraz rozległy się strzały z pistoletów maszynowych i ciężkiej broni. Nad pałacem prezydenckim unosił się dym. Po około czterogodzinnej wymianie ognia walki w mieście między rebeliantami a oddziałami wiernymi Tandji ustały. W ich wyniku zginęło 10 osób, w tym 4 żołnierzy (początkowo źródła szpitalne informowały tylko o 3 ofiarach). Państwowe radio przestało transmitować normalny program i rozpoczęło nadawanie pieśni wojskowych.
Prezydent, wraz z premierem Alim Badjo Gamatié i kilkoma ministrami, zostali wywiezieni w nieznane miejsce, przypuszczalnie do koszar wojskowych. Jeszcze tego samego dnia wojskowi w telewizyjnym oświadczeniu ogłosili powstanie Rady Najwyższej na rzecz Przywrócenia Demokracji (Conseil suprême pour la Restauration de la Démocratie, CSRD) i przejęcie przez nią władzy w Nigrze. Rzecznik junty ogłosił zawieszenie konstytucji VI Republiki i rozwiązanie wszystkich instytucji państwa. Zaapelował do obywateli o „zachowanie spokoju i zjednoczenie wokół postulowanych przez CSRD ideałów” w celu „uczynienia z Nigru przykładu demokracji i dobrych rządów”. Wezwał również krajową i międzynarodową opinię publiczną do „wsparcia ich w patriotycznych działaniach na rzecz uchronienia Nigru i jego mieszkańców od biedy, oszustw i korupcji”. W kraju została wprowadzona godzina policyjna i zamknięto granice zewnętrzne.
19 lutego 2010 CSRD ogłosiła, że jej przewodniczącym został wybrany major Salou Djibo. W składzie instytucji znaleźli się także pułkownicy: Adamou Harouna – dowodzący atakiem na pałac prezydencki; Djibrilla Hima Hamidou – rzecznik junty wojskowej z 1999 – oraz płk Goukoye Abdul Karimou – rzecznik obecnej junty. Tego samego dnia mjr Djibo podpisał dekret o rozwiązaniu rządu oraz poinformował, że sprawy państwowe znajdują się w kompetencji sekretarzy stanu i lokalnych administratorów rządu. Państwowa telewizja poinformowała, że obalony prezydent Tandja znajduje się w bezpiecznym miejscu i czuje się dobrze. Dzień po zamachu życie w stolicy toczyło się normalnym rytmem. Na ulicach nie widać było obecności wojska, które obstawiło tylko pałac prezydencki, lotnisko i kilka innych kluczowych punktów w mieście.
Nowe władze dzień po zamachu ogłosiły zniesienie godziny policyjnej i otwarcie granic państwa. Śródki te okazały się zbędne, gdyż przewrót wojskowy spotkał się z aprobatą społeczeństwa i opozycji. Koordynacja Sił Demokratycznych Republiki (CFDR), koalicja partii opozycyjnych, związków zawodowych i organizacji praw człowieka, w wydanym oświadczeniu potępiła politykę byłego prezydenta i wezwała mieszkańców do udziału w demonstracjach poparcia dla armii. Zaapelowała równocześnie do junty o przywrócenie demokracji, opracowanie nowej konstytucji i zorganizowanie wolnych wyborów. Pierwsze demonstracje popierające zamach i działania wojska odbyły się już 19 lutego 2010. W Niamey tysiące mieszkańców zgromadziło się w okolicach koszar wojskowych, skandując hasła „Niech żyją żołnierze”, „Precz z reżimem Tandji”. Do manifestacji doszło również w miastach Dosso i Tahoua. Do głównych demonstracji doszło w sobotę 20 lutego 2010. W odpowiedzi na apel opozycji, 10 tysięcy osób zebrało się wówczas przed budynkiem parlamentu i wzięło udział w wiecu w stolicy. Przywódcy junty przejechali ulicami miasta na wojskowych pojazdach z zamontowaną bronią przeciwlotniczą, dziękując ludności za okazywane poparcie. Wezwali mieszkańców do zachowania spokoju. Stwierdzili, że zrobili to, co było w najlepszym interesie kraju i zapewnili, że nigdy ich nie zawiodą. Manifestację poparcia zorganizowali również mieszkańcy drugiego pod względem wielkości miasta Zinder. Największa partia opozycyjna, Nigerski Ruch na rzecz Demokracji i Socjalizmu (PNDS), stwierdziła, że prezydent Tandja, zmieniając konstytucję wbrew decyzji Sądu Konstytucyjnego, dopuścił się zdrady stanu i musi ponieść za to odpowiedzialność karną.

## Reakcja międzynarodowa
- ONZ – sekretarz generalny ONZ Ban Ki-moon w wydanym 18 lutego oświadczeniu oznajmił, że dokładnie śledzi sytuację w Nigrze i wezwał decydentów do szybkiego powrotu do porządku konstytucyjnego[17]. 19 lutego powtórzył swoją „dezaprobatę dla niekonstytucyjnych zmian rządów”. W odpowiedzi na deklaracje junty o przywróceniu zasad demokracji, zaapelował do niej o „szybkie przystąpienie do tych wysiłków poprzez proces opierający się na konsensusie i obejmujący wszystkie części nigerskiego społeczeństwa”[12].
- Unia Afrykańska – UA potępiła przemoc w Nigrze. Komisarz bezpieczeństwa UA powiedział, że organizacja jest zawsze zaniepokojona groźbami zamachu w państwach Afryki, gdyż dąży do uczynienia kontynentu wolnego od niekonstytucyjnych zmian rządów[3]. 19 lutego przewodniczący Komisji UA Jean Ping potępił zamach stanu. Oświadczył, że obserwuje „z niepokojem” rozwój sytuacji i powiedział, że UA „żąda szybkiego powrotu do porządku konstytucyjnego”[18]. Jeszcze w tym samym dniu UA ogłosiła zawieszenie Nigru w członkostwie w organizacji. Wezwała również do przywrócenia konstytucji, zmienionej w referendum z sierpnia 2009[11].
- UE – wysoki przedstawiciel Unii do spraw zagranicznych i polityki bezpieczeństwa Catherine Ashton „potępiła przejęcie władzy przez wojskowy zamach stanu w Nigrze i wezwała wszystkie strony do natychmiastowego zaangażowania się w proces demokratyczny, umożliwiający szybkie ustanowienie porządku konstytucyjnego w kraju”[19].
- ECOWAS – w odpowiedzi na pierwsze doniesienia o zamachu, przewodniczący ECOWAS i p.o. prezydenta Nigerii Goodluck Jonathan wyraził „głębokie zaniepokojenie” próbą zamachu stanu w Nigrze[3]. ECOWAS oznajmiła, iż śledzi na bieżąco sytuację w Nigrze i w miarę potrzeby wyśle tam własną misję. Oświadczyła, że nigdy nie uzna wojskowego przewrotu i nałoży dalsze sankcje na wszelkie grupy przejmujące władzę w sposób niekonstytucyjny[9][20]. 19 lutego ECOWAS potwierdziła stosowanie zasady „zera tolerancji” dla jakichkolwiek niekonstytucyjnych zmian rządów. Stwierdziła, że tak jak potępiła „konstytucyjny zamach stanu Tandji”, tak potępia również zamach wojskowy. Poinformowała również o wysłaniu do Nigru swojej delegacji i utrzymaniu nałożonych wcześniej sankcji do czasu „przywrócenia porządku konstytucyjnego”. ECOWAS zawiesiła Niger w prawach członka organizacji już w październiku 2009[1].
- Francja – francuskie władze wezwały swoich obywateli przebywających w Nigrze do zachowania ostrożności i pozostania w domach[2][3]. Potępiły „przejęcie władzy niekonstytucyjnymi środkami”[1] i „wezwały wszystkie strony, w tym siły zbrojne, do znalezienia rozwiązania kryzysu konstytucyjnego poprzez dialog, tak szybko jak to tylko możliwe”[10]. Francja zażądała przeprowadzenia nowych wyborów w „nadchodzących miesiącach”[11].
- Libia – przywódca Libii Muammar al-Kaddafi posłał do Nigru specjalnego wysłannika w celu zagwarantowania obalonemu prezydentowi i jego rodzinie bezpieczeństwa. Libia zaoferowała także pomoc w „szybkim” powrocie do demokracji[21].
- Nigeria – p.o. prezydenta Goodluck Jonathan w trakcie rozpoczętej 25 lutego 2010 podróży członków junty do tego kraju, zaapelował do nich o jak najkrótszy okres przejściowy i organizację wyborów tak szybko jak to możliwe[22].
- Południowa Afryka – prezydent RPA Jacob Zuma potępił „niekonstytucyjne przekazanie władzy”[19]. Dodał, że zamach „podkopuje postanowienie kontynentu o wzmacnianiu demokracji i stanowi zagrożenie dla pokoju i bezpieczeństwa w regionie”. Poparł przy tym wysiłki mediacyjne ECOWAS[23].
- Senegal – 16 lutego 2010, na dwa dni przed zamachem prezydent Senegalu Abdoulaye Wade został mianowany specjalnym wysłannikiem ECOWAS ds. Nigru. 18 lutego z wizytą do tego kraju udał się minister spraw zagranicznych Madické Niang, jednak z powodu wybuch zamachu jego samolot nie mógł lądować i został cofnięty do Burkina Faso. Minister, jako osobisty wysłannik prezydenta, przybył do Nigru następnego dnia. Wade określił wydarzenia w tym kraju jako bardzo „smutne”[24][25].
- Stany Zjednoczone – rzecznik departamentu stanu USA, P.J. Croweley, oznajmił, że prezydent Tandja prawdopodobnie sam zapracował na taki los, „próbując wydłużyć swój mandat”. Dodał jednak, że nie staje w obronie przemocy, a Niger potrzebuje wyborów i nowego rządu[10][26]. USA wezwały do „szybkiego powrotu do demokracji”[11].

## Formowanie nowych władz
| Przebieg głównych wydarzeń | Przebieg głównych wydarzeń                                                                                              |
| -------------------------- | --- |
| 18 lutego 2010             | Atak wojska na pałac prezydencki, pojmanie prezydenta i premiera, utworzenie CSRD                                       |
| 19 lutego                  | Wybór Salou Djibo na przywódcę junty wojskowej, rozwiązanie instytucji republiki. Zawieszenie członkostwa Nigru w UA    |
| 20 lutego                  | Masowe manifestacje poparcia mieszkańców dla junty                                                                      |
| 21 lutego                  | Rozmowy junty z wysłannikami międzynarodowymi, deklaracja powrotu do rządów cywilnych po „krótkim okresie przejściowym” |
| 22 lutego                  | Formalne mianowanie Salou Djibo pełniącym obowiązki szefa państwa                                                       |
| 23 lutego                  | Mianowanie Mahamadou Dandy szefem rządu przejściowego                                                                   |
| 5 marca                    | Zwolnienie z aresztu domowego byłego premiera Gamatié                                                                   |
| 12 marca                   | Dekret o zakazie udziału w wyborach członków junty, rządu, wojska i służb bezpieczeństwa                                |
| 23 kwietnia i 5 maja       | Ogłoszenie i potwierdzenie szczegółów rocznego planu transferu władzy                                                   |
| 13 czerwca                 | Powołanie nowej komisji wyborczej                                                                                       |
| 3 lipca, 6 września        | Wyznaczenie przez komisję wyborczą dat wyborów                                                                          |
| wrzesień                   | Opracowanie projektu nowej konstytucji                                                                                  |
| 31 października            | Referendum konstytucyjne                                                                                                |
| 8 listopada                | Werdykt Trybunału Sprawiedliwości ECOWAS nakazujący zwolnienie Mamadou Tandji z aresztu domowego                        |
| 11 stycznia 2011           | Wybory lokalne w Nigrze                                                                                                 |
| 16 stycznia                | Umieszczenie Mamadou Tandji w zakładzie karnym                                                                          |
| 31 stycznia                | Wybory parlamentarne i I tura wyborów prezydenckich                                                                     |
| 12 marca                   | II tura wyborów prezydenckich                                                                                           |
| 30 marca                   | Inauguracyjne posiedzenie nowego parlamentu                                                                             |
| 7 kwietnia                 | Zaprzysiężenie Mahamadou Issoufou na prezydenta Nigru                                                                   |
| 10 maja                    | Wycofanie zarzutów wobec prezydenta Tandji i zwolnienie z więzienia                                                     |

19 lutego 2010 do Nigru przybyła wysłana przez ECOWAS delegacja złożona z przewodniczącego Komisji ECOWAS, Mohammeda Ibn Chambasa oraz byłego przywódcy Nigerii Abdulsalamiego Abubakara. 20 lutego 2010 przywódcy junty po raz pierwszy publicznie zobowiązali się do przeprowadzenia wyborów, nie podając jednak przy tym żadnej konkretnej daty. Płk Djibrilla Hima Hamidou powiedział, że data wyborów „zostanie ogłoszona we właściwym momencie”, gdyż nowe władze „najpierw muszą ustabilizować sytuację” w kraju.
21 lutego 2010 do zagranicznych przedstawicieli ECOWAS dołączyli pozostali międzynarodowi wysłannicy, specjalny przedstawiciel ONZ Said Djinnit oraz komisarz ds. pokoju i bezpieczeństwa UA Ramtane Lamamra, którzy wspólnie z Chambasem spotkali się z członkami CSRD. Ich celem była ocena sytuacji na miejscu, nawiązanie kontaktu z nowymi władzami i znalezienie sposobu wsparcia wysiłków na rzecz przywrócenia porządku konstytucyjnego w możliwie najkrótszym czasie. W czasie wspólnych rozmów liderzy junty zobowiązali się do opracowania nowej konstytucji, organizacji wyborów i powrotu kraju do demokratycznych rządów. Opowiedzieli się za „krótkim okresem przejściowym”, którego kalendarz zostałby określony w oparciu o dialog polityczny z udziałem społeczeństwa obywatelskiego i partii politycznych. W jego wyniku opracowana zostałaby nowa konstytucja znosząca tę z sierpnia 2009 z poprawkami znoszącymi limit kadencji prezydenta. Podkreślili, że armia nie ma tradycji puczystowskich, porównując sytuację w kraju do tej z 1999, kiedy wojsko po przeprowadzonym zamachu stanu oddało władzę w ręce cywilne. Poinformowali, że prezydent Tandja znajduje się w budynku w obrębie kompleksu pałacu prezydenckiego w Niamey i ma zapewnione odpowiednie warunki, bezpieczeństwo i opiekę zdrowotną. Dodali, że były premier Ali Badjo Gamatié oraz były minister spraw wewnętrznych Albadé Abouba i były minister finansów Ali Lamine Zeine, którzy zostali zatrzymani razem z prezydentem, znajdują się w areszcie domowym ze względów bezpieczeństwa. Partia obalonego prezydenta, Ruch Narodowy na rzecz Rozwijającego się Społeczeństwa (Mouvement National pour une Société de Développement, MNSD), wezwała do uwolnienia wszystkich zatrzymanych. 22 lutego 2010 władze dopuściły do spotkania prezydenta Tandji z delegacją Czerwonego Krzyża, która miała ocenić warunki jego przetrzymywania. Premier Gamatié oraz czworo z pięciu przetrzymywanych ministrów (wszyscy z wyjątkiem ministra Albadé Abouby) zostało zwolnionych z aresztu domowego 5 marca 2010.
22 lutego 2010, dekretem odczytanym w radiu, CSRD mianowała swego przewodniczącego Salou Djibo pełniącym obowiązki szefa państwa i rządu w okresie przejściowym. Tymczasowy prezydent zyskał prawo sprawowania władzy za pomocą dekretów oraz mianowania i odwoływania premiera i innych członków rządu. CSRD zapowiedziała powołanie nowego rządu i premiera w celu pomocy w nadzorowaniu procesu powrotu do demokracji. Zapowiedziała również stworzenie specjalnego ciała odpowiedzialnego za opracowanie konstytucji, która zostałaby przyjęta w powszechnym referendum poprzedzającym wybory. Nie wymieniając ich daty, zadeklarowała oddanie władzy w ręce cywilne po zakończeniu okresu przejściowego. Dodała także, że żaden z członków CSRD, rządu tymczasowego i innych przejściowych organów nie weźmie udziału w wyborach.
23 lutego 2010 Salou Djibo nominował bezpartyjnego Mahamadou Dandę na stanowisko premiera (lecz nie szefa rządu, którym był on sam). Danda następnego dnia ogłosił, że jego priorytetem będzie „przywrócenie demokracji”. Zapowiedział stworzenie rządu złożonego z technokratów oraz zwrócenie się do członków CSRD o niezbędne gwarancje potrzebne do powrotu do rządów demokratycznych, w tym ustalenie dokładnego kalendarza wyborczego. 1 marca 2010 sformowany został rząd premiera Dandy, złożony z 20 ministrów, w tym 5 wojskowych i 5 kobiet. Trzy stanowiska objęli generałowie związani z byłym prezydentem Tandją. Przy okazji nominacji Salou Djibo zapowiedział stworzenie Komisji Konsultacyjnej w celu opracowania założeń i nadzorowania okresu transferu władzy. Podkreślił, że CSRD chce uporządkowania życia politycznego i gospodarczego w kraju, zwłaszcza poprzez walkę z bezkarnością, korupcją i nadużyciami władzy. Zapowiedział podjęcie działań mających wyeliminować głód, który jak określił „zagraża milionom Nigerczykom we wszystkich regionach kraju”.

## Działania władz wojskowych i rządu przejściowego

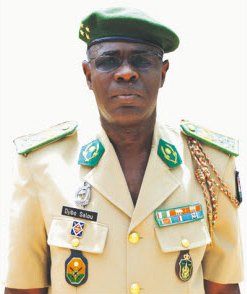
Przywódca junty wojskowej, major Salou Djibo

Władze wojskowe tydzień po przejęciu rządów rozpoczęły na arenie międzynarodowej zabiegi mające na celu pozyskanie poparcia państw sąsiednich dla swoich działań. 25 lutego 2010 reprezentacja junty udała się z podróżą do Nigerii, Togo, Ghany i Burkina Faso, aby wyjaśnić powody przejęcia władzy i środki, jakie zamierzała podjąć w okresie przejściowym. 2 marca 2010 delegaci CSRD udali się w kolejną podróż do Beninu i Senegalu. 12 marca 2010 mjr Djibo podpisał dekret zakazujący członkom CSRD, rządu przejściowego, a także oficerom policji, żandarmerii, wojska, służb celnych i pracownikom narodowych agencji leśniczych i wodnych udziału w przyszłych wyborach.
Nowe władze, w odróżnieniu od swoich poprzedników, nie uczyniły z trudnej sytuacji żywnościowej obywateli tematu tabu. 10 marca 2010 premier zwrócił się z apelem do międzynarodowych organizacji i darczyńców o szeroką pomoc humanitarną, oświadczając, że widmo głodu może zagrażać 58% populacji Nigru. Administracja prezydenta Tandji szacowała liczbę niedożywionych na ok. 20% populacji kraju. Pomoc zadeklarowała ONZ oraz UE.
W marcu junta wojskowa podejmowała działania mające na celu ugruntowanie i wzmocnienie jej władzy i zarządzanie państwem. 10 marca 2010 Salou Djibo zdymisjonował 8 gubernatorów prowincji, mianowanych przez poprzednią administrację, zastępując ich wojskowymi. 28 marca 2010 władze pod zarzutem „działalności wywrotowej i zakłócania procesu transferu władzy” aresztowały kilkunastu dawnych współpracowników prezydenta Tandji, w tym kilkoro ministrów i szefów państwowych przedsiębiorstw oraz byłego premiera Seyniego Oumarou. Minister spraw wewnętrznych podkreślił, że każda działalność skierowana w stronę zakłócenia prac rządu lub wywoływania niepokojów zostanie ukarana. 2 kwietnia 2010 wszyscy zatrzymani zostali zwolnieni w celu „uspokojenia sytuacji”, pozostając jednakże pod obserwacją. 1 kwietnia junta usunęła ze stanowisk dyrektorów 20 głównych spółek państwowych, w tym tych z sektora wydobywczego i naftowego, mianując w ich miejsce inne osoby cywilne oraz wojskowych. Rząd rozpoczął jednocześnie audyt decyzji i kontraktów zawartych przez administrację Tandji. Zapowiedział walkę z korupcją, ukrócenie bezkarności urzędników i konsekwencje wobec łamiących prawo.
W maju 2010 władze powołały Komisję ds. Walki z Przestępstwami Finansowymi i Gospodarczymi, która rozpoczęła przesłuchiwania byłych ministrów, deputowanych, szefów przedsiębiorstw państwowych oraz krewnych prezydenta Tandji, podejrzanych o korupcję i nadużycia władzy. W połowie lipca 2010 komisja opublikowała raport ze swoich prac, w którym wymieniła nazwiska 200 osób oskarżonych o defraudację publicznych środków, razem z dokładnymi kwotami, jakie oskarżeni mieli zwrócić państwu. Przewodniczący komisji Abdul-Karim Mossi poinformował, że zarzuty w większości przypadków dotyczyły defraudacji pieniędzy w spółkach skarbu państwa, nieodpowiedniego zarządzania tymi przedsiębiorstwami oraz nieuczciwej sprzedaży dóbr państwowych. Major Salou Djibo zagroził, że jeśli oskarżeni nie zwrócą żądanych sum, „znajdą się w więzieniu”. Na początku sierpnia 2010 ogłosił, że spośród całkowitej żądanej kwoty 4 mld franków CFA (8 mln USD), komisja wyegzekwowała już ponad 2 mln franków CFA.
29 lipca 2010 władze aresztowały czterech czołowych byłych ministrów z czasów prezydentury Tandji Mamadou, w tym byłego premiera Seyniego Oumarou, przewodniczącego partii obalonego prezydenta (MNSD) i potencjalnego kandydata w planowanych wyborach prezydenckich. Oumarou został oskarżony o defraudację środków z Funduszu Energetycznego, dotującego krajowy gaz i benzynę. Komisja zażądała od niego zwrotu 270 mln franków CFA. Ruch Narodowy na rzecz Rozwijającego się Społeczeństwa (MNSD) zażądał natychmiastowego ich uwolnienia i zarzucił władzom prowadzenie „polowania na czarownice” oraz podkopywanie pozycji partii przed wyborami. 2 sierpnia 2010, po wysłuchaniu zarzutów, Oumarou oraz pozostali aresztowani zostali zwolnieni za kaucją. 26 sierpnia 2010 pod zarzutem korupcji i defraudacji środków państwowych aresztowany został były minister finansów Ali Lamine Zeine. Komisja zażądała od niego zwrotu 188 tys. USD na porycie nieuzasadnionych kosztów i prezentów oferowanych przez ówczesny rząd partnerom finansowym Nigru. 30 sierpnia 2010 został on zwolniony z aresztu za kaucją.
Pod koniec grudnia 2010 Komisja ds. Walki z Przestępstwami Finansowymi i Gospodarczymi zakończyła swoją pracę. Dokonując audytu ponad 10-letnich rządów prezydenta Tandji Mamadou oszacowała zdefraudowane środki finansowe na kwotę 64 mld franków CFA (128 mln USD). O proceder oskarżyła imiennie samego prezydenta oraz ponad 2 tys. innych osób, wśród których znaleźli się jego krewni, byli ministrowie i parlamentarzyści oraz oficerowie wojska. Komisja zapowiedziała pociągnięcie oskarżonych do odpowiedzialności karnej oraz podjęcie działań na rzecz odzyskania zdefraudowanych funduszów. Ogłosiła, że odzyskała już ponad 5,6 mld franków CFA.

### Przygotowania do wyborów
Pod koniec kwietnia 2010 władze rozpoczęły prace zmierzające do przygotowania projektu nowej konstytucji i określiły szczegółowy kalendarz wyborczy. 21 kwietnia mjr Salou Djibo powołał Komitet Praw Podstawowych z zadaniem opracowania projektu ustawy zasadniczej w ciągu 45 dni. 23 kwietnia 2010, powołana przez juntę i składająca się z przedstawicieli środowisk naukowych i społecznych, Komisja Konsultacyjna przedstawiła plan powrotu do rządów cywilnych. Przewidywał on roczny okres transferu władzy, począwszy kolejno od referendum konstytucyjnego 24 października 2010, promulgacji ustawy zasadniczej 11 listopada 2010, wyborów parlamentarnych i I tury wyborów prezydenckich 26 grudnia 2010, wyborów regionalnych i II tury wyborów prezydenckich 26 stycznia 2011, pierwszego posiedzenia parlamentu 14 lutego 2011 i skończywszy na zaprzysiężeniu nowego prezydenta 1 marca 2011. 5 maja 2010 rzecznik CSRD potwierdził kalendarz wyborczy wypracowany przez Komisję Konsultacyjną. Stwierdził, że powrót do rządów cywilnych nastąpi przed pierwszą rocznicą zamachu stanu.
14 czerwca 2010 prace rozpoczęła powołana Niezależna Narodowa Komisja Wyborcza (CENI) na czele z sędzią Abdourahmane Ghousmane. Jej głównymi zadaniami miały być m.in. rewizja list wyborczych, sporządzenie dokładnego kalendarza przygotowań wyborczych i kosztorysu organizacji wyborów. 3 lipca 2010 komisja wyborcza zmodyfikowała lekko kalendarz wyborczy, wyznaczając datę referendum konstytucyjnego na 31 października 2010, wyborów parlamentarnych i pierwszej tury prezydenckich na 3 stycznia 2011 z druga turą 14 stycznia 2011 i zaprzysiężeniem nowego szefa państwa 11 marca 2011. 26 lipca 2010 Komisja Europejska zarekomendowała przywrócenie zawieszonej jeszcze w 2009 pomocy humanitarnej dla Nigru (458 mln euro przeznaczone na lata 2008–2013) pod warunkiem wypełnienia przez juntę zobowiązań przeprowadzenia wyborów do marca 2011. 6 września 2010 komisja wyborcza poinformowała o przesunięciu daty wyborów parlamentarnych i prezydenckich z 3 stycznia na 31 stycznia 2011 (z drugą turą w razie potrzeby 12 marca 2011) z powodów problemów organizacyjnych i lepszego przygotowania się do głosowania. Cały proces wyborczy miał się natomiast zakończyć zaprzysiężeniem nowego szefa państwa 6 kwietnia 2011. Jednocześnie tego samego dnia władze ogłosiły, że zapewniły krajowi pomoc finansową od międzynawowych donatorów, służącą przeprowadzeniu wyborów, w wysokości 41 mln USD. Całkowity koszt organizacji wszystkich głosowań miał wynieść 45,7 mln euro.

### Nowa konstytucja i referendum
29 lipca 2010 Komitet Praw Podstawowych, po 3 miesiącach prac, przekazał Komisji Konsultacyjnej projekt nowej konstytucji kraju. Komisja Konsultacyjna, po wniesieniu do niego ponad 130 własnych poprawek, 11 sierpnia 2010 przedstawiła projekt rządowi i CSRD celem dalszej debaty. Na początku września CSRD wprowadziła do projektu dodatkowych 9 poprawek. W ten sposób zakończył się proces wypracowania projektu nowej ustawy zasadniczej przed zaplanowanym na 31 października 2010 referendum.
Projekt konstytucji VII Republiki ustanawiał półprezydencki system rządów. Znalazły się w nim przepisy gwarantujące amnestię uczestnikom zamachu stanu, chroniące liderów przewrotu przed postępowaniem prawnym za obalenie prezydenta Tandji. Prezydentem Nigru mógł zostać obywatel, który ukończył 35 lat, bez względu do poziom wykształcenia. Mógł sprawować urząd przez co najwyżej dwie 5-letnie kadencje. W referendum konstytucyjnym 31 października 2010, 90,18% głosujących, przy frekwencji wynoszącej niecałe 53%, poparło projekt nowej konstytucji.
W październiku 2010 w szeregach rządzącej junty uwidoczniły się podziały, które mogły stanowić zagrożenie dla procesu wyborczego (zbliżającego się referendum) i przywrócenia rządów cywilnych. 8 października 2010 ze stanowiska prokuratura trybunału wojskowego usunięty został płk Amadou Diallo, natomiast ppłk Abdou Sidikou stracił stanowisko dowódcy gwardii narodowej. Od początku miesiąca po stolicy krążyły pogłoski o planowaniu zamachu stanu, a w mieście wzmocnione zostały patrole wojskowe, zwłaszcza w nocy. 15 października 2010 aresztowanych zostało dwóch wysokich rangą członków CSRD: płk Abdoulaye Badie – będący wiceprzewodniczącym junty oraz ppłk Abdou Sidikou. Następnego dnia zatrzymany został płk Amadou Diallo. Zostali oni aresztowani pod zarzutem spiskowania i planowania zamachu stanu. Zdaniem jednego z wysokich rangą oficerów policji, planowali przejęcie władzy kraju pod nieobecność Salou Djibo, w czasie jego uczestnictwa w dorocznej sesji Zgromadzenia Ogólnego ONZ w Nowym Jorku. 15 października 2010 mjr Djibo dokonał zmiany na stanowisku ministra zaopatrzenia, a trzy dni później mianował nowego szefa służb specjalnych. W obu przypadkach władze nie podały oficjalnego powodu dymisji urzędników. 21 października 2010 rzecznik junty wojskowej potwierdził, że w kraju udaremniony został zamach stanu i władze aresztowały w związku z tym 4 wysokich rangą wojskowych.

### Sytuacja prezydenta Mamadou Tandji
W lipcu 2010 rodzina, przebywającego w areszcie domowym, byłego prezydenta Mamadou Tandji skierowała w jego imieniu wniosek do regionalnego Trybunału Sprawiedliwości ECOWAS, zarzucając juncie wojskowej jego bezprawne zatrzymanie i przetrzymywanie. 22 lipca 2010 Tandja skierował do władz wojskowych list z prośbą o łaskę. Z powodu złego stanu zdrowia, wymagającego regularnego leczenia, prosił o ponowne rozważenie decyzji władz o postawieniu go przed sądem. Stwierdził również, że nie miał nic wspólnego ze skargą jego rodziny. Na początku sierpnia 2010 Trybunał Sprawiedliwości ECOWAS ogłosił, że wniosek złożony w imieniu Tandji rozpatrzy 17 września 2010. Major Salou Djibo 1 sierpnia 2010 sprzeciwił się uwolnieniu prezydenta Tandji.
8 listopada 2010 Trybunał Sprawiedliwości ECOWAS wydał werdykt, nakazując zwolnienie Mamadou Tandji z aresztu domowego i stwierdzając, że doszło do naruszenia jego praw. Jednocześnie odrzucił zarzuty stosowania wobec niego tortur i poniżającego, niehumanitarnego traktowania. Zadowolenie z orzeczenia wyraził adwokat rodziny byłego prezydenta. Następnego dnia nigeryjski rząd odrzucił wyrok trybunału i wystąpił z żądaniem rewizji całej sprawy. Trybunał Sprawiedliwości nie posiada narzędzi prawnych do egzekwowania swoich decyzji.
W grudniu 2010 sąd zniósł immunitet prezydenta Mamadou Tandji. 16 stycznia 2011 został on nakazem sądu umieszczony w zakładzie karnym w Kollo, położonym ok. 30 km od stolicy. Został oskarżony o defraudację funduszy państwowych o wartości 4 mld franków CFA (8 mln USD). Komisja ds. Walki z Przestępstwami Finansowymi i Gospodarczymi zbadała natomiast, że w trakcie jego całych rządów zdefraudowanych zostało 64 mld franków CFA.
10 maja 2011 Sąd Apelacyjny w Niamey wycofał wszystkie zarzuty wobec prezydenta Tandji z powodów formalnych. Decyzją sądu niemożliwe było pociągnięcie do odpowiedzialności byłego szefa państwa. Takowa konstrukcja prawna miała jego zdaniem zapobiegać politycznie motywowanym procesom sądowym. Tego samego dnia Mamadou Tandja został zwolniony z więzienia.

### Wybory parlamentarne i prezydenckie

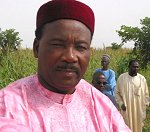
Mahamadou Issoufou, zwycięzca wyborów prezydenckich

23 grudnia 2010 Rada Konstytucyjna zatwierdziła 10 kandydatur w wyborach prezydenckich zaplanowanych na 31 stycznia 2011. Największe szanse na wygraną miało troje kandydatów: wieloletni lider opozycji Mahamadou Issoufou z Nigerskiej Partii na rzecz Demokracji i Socjalizmu (PNDS); Seyni Oumarou – były premier i lider dawnej partii rządzącej, Ruchu Narodowego na rzecz Rozwijającego się Społeczeństwa (MNSD) oraz Hama Amadou, również były premier i przewodniczący Demokratycznego Ruchu Nigerskiego (MDN).
11 stycznia 2011 w Nigrze odbyły się wybory lokalne, które wygrali przedstawiciele dawnej opozycji z czasów prezydenta Tandji. Głosowaniu towarzyszyły jednak nieprawidłowości techniczne i problemy logistyczne, co wywołało apel MNSD o unieważnienie ich wyników. Przed pierwszą turą wyborów prezydenckich kandydaci na urząd prezydenta wezwali juntę wojskową do przesunięcia o trzy tygodnie ich terminu w celu usunięcia nieprawidłowości zaobserwowanych w czasie wyborów lokalnych.
Wybory parlamentarne i pierwsza tura wyborów prezydenckich odbyły się jednakże w zaplanowanym czasie. Zostały przeprowadzone w pokojowej atmosferze, a ich przebieg został pochwalony przez zagranicznych obserwatorów z UE, UA i ECOWAS. 4 lutego 2011 komisja wyborcza ogłosiły wyniki głosowania. Do drugiej tury wyborów prezydenckich przeszli Mohamadou Issoufou, który uzyskał 36% głosów poparcia oraz Seyni Oumarou z wynikiem 23% głosów. Trzeci Hama Amadou zdobył niecałe 20% głosów. Wyniki wyborów parlamentarnych pokryły się w dużej mierze z wynikami wyborów prezydenckich. Najwięcej mandatów uzyskały PNDS (34 mandaty), MNSD (26 mandatów) oraz MDN (23 mandaty). 22 lutego 2011 wyniki wyborów powszechnych zatwierdziła Rada Konstytucyjna.
Przed drugą turą wyborów prezydenckich oficjalnego poparcia dla Mohamadou Issoufou udzielił Hama Amadou oraz trzech innych kandydatów. W drugiej turze wyborów przeprowadzonych 12 marca 2011 Issoufou uzyskał 58% głosów. Wyniki wyborów zaakceptował Hama Amadou, nie wnosząc skargi do Rady Konstytucyjnej. Międzynarodowi obserwatorzy pochwalili przebieg procesu wyborczego, a ECOWAS zniosła sankcje nałożone na Niger w 2009.
15 maja 2011 w regionie Agadez odbyły się wybory uzupełniające do Zgromadzenia Narodowego, po tym jak pierwotne wyniki zostały anulowane przez Radę Konstytucyjną z powodu nieprawidłowości wyborczych. W ich wyniku PNDS zdobyła 3 z 6 pozostających do obsadzenia mandatów, MDN – 2 mandaty, MNSD jeden mandat.

### Zaprzysiężenie nowych władz
30 marca 2011 odbyła się uroczysta inauguracja nowego Zgromadzenia Narodowego. Natomiast 7 kwietnia 2011 Mahamadou Issoufou został zaprzysiężony na urząd prezydenta Nigru. W ten sposób po niemal 14 miesiącach od zamachu stanu zakończył się proces transferu władzy w ręce cywilne przez juntę wojskową. W ceremonii zorganizowanej na stadionie Palais des Sports (Pałac Sportów) w Niamey uczestniczyło ośmiu szefów państw afrykańskich oraz tysiące obywateli. Major Salou Djibou uzyskał odznaczenie państwowe w uznaniu zasług dla kraju i demokracji. Prezydent Issoufou zobowiązał się natomiast do podjęcia działań na rzecz eliminacji ubóstwa oraz nawiedzających Niger klęsk głodu. Tego samego dnia nowym szefem rządu mianował Brigi Rafiniego.